# Laikipia County
Laikipia County (bis 2010 Laikipia District) ist ein County im Zentrum von Kenia. Die Hauptstadt des Countys ist Nanyuki. Im County lebten 2019 518.560 Menschen auf 8696,1 km². Laikipia liegt nordwestlich des Mount Kenya, etwa 1700–2000 m über dem Meeresspiegel, im zentralkenianischen Hochland.

## Geografie
Die Menschen leben von Viehzucht (Rinder, Ziegen und Schafe), oftmals als Nomaden, und vom Anbau von Mais, Getreide und Gemüse. Laikipia wurde seit Mitte der 1990er Jahre von mehreren Dürreperioden heimgesucht, die die Armut der dort lebenden Menschen noch verschlimmert haben. Bedingt durch diese Dürreperioden wurden viele Menschen an den wenigen fruchtbaren Stellen sesshaft. Die vorhandenen natürlichen Ressourcen sind dadurch sehr belastet, vor allem, da kaum nachhaltige Landwirtschaft betrieben wird.
Das County hat, bezogen auf die Säugetiere, die größte biologische Vielfalt in Kenia. Im County befindet sich das 360 km² große Tierreservat Ol Pejeta Conservancy.
Im County gab es 2009 302 Primary und 87 Secondary Schools. Seit 1974 befindet sich die Militärbasis der Kenya Air Force in der Countyhauptstadt Nanyuki.

## Gliederung
Das County teilt sich in Councils und Divisionen auf. Es gibt zwei Wahlbezirke, Lakipia East und Laikipia West.
| Sitz der Behörde | Typ      | Einwohner (1999) |
| ---------------- | -------- | ---------------- |
| Nanyuki          | Gemeinde | 039.838          |
| Nyahururu        | Gemeinde | 032.120          |
| Rumuruti         | Stadt    | 031.649          |
| Laikipia         | County   | 218.580          |
| Gesamt           | -        | 322.187          |

| Division  | Einwohner (1999) | Hauptstadt |
| --------- | ---------------- | ---------- |
| Central   | 077.478          | Nanyuki    |
| Lamuria   | 038.517          | Lamuria    |
| Mukogondo | 013.176          |            |
| Ngarua    | 065.545          | Kinamba    |
| Nyahururu | 037.412          | Nyahururu  |
| Olmoran   | 011.069          |            |
| Rumuruti  | 078.894          | Rumuruti   |
| Gesamt    | 322.187          | -          |

## Persönlichkeiten
- Kuki Gallmann (* 1943), italienisch-kenianische Autorin und Naturschützerin, wohnt bereits die meiste Zeit ihres Lebens dort
- Julius Kariuki (* 1961), kenianischer Langstreckenläufer und Olympiasieger (Olympische Sommerspiele 1988, Gold im 3000-Meter-Hindernislauf)
- John Ngugi Kamau (* 1962), kenianischer Langstreckenläufer und Olympiasieger (5000 m, Gold in Seoul)
- Erick Wainaina (* 1973), kenianischer Langstreckenläufer und dreifacher Olympiateilnehmer (Marathon, Bronze in Atlanta, Silber in Sydney)
- Naomi Wanjiku Mugo (* 1977), kenianische Langstreckenläuferin und Olympiateilnehmerin (Atlanta, Sydney, 1500 m)
- Caroline Rotich (* 1984), kenianische Langstreckenläuferin
- Martin Irungu Mathathi (* 1985), kenianischer Langstreckenläufer und Olympiateilnehmer (10.000 m)
- Samuel Kamau Wanjiru (1986–2011), kenianischer Langstreckenläufer und Olympiasieger (Marathon, Gold in Peking)
- Bedan Karoki Muchiri (* 1990), kenianischer Langstreckenläufer und Olympiateilnehmer (10.000 m)
- Alice Aprot (* 1994), kenianische Langstreckenläuferin und Olympiateilnehmerin (4. Platz in Rio de Janeiro über 10.000 m)